# Dirk van Merheim (1420-1435)
Dirk van Merheim (ook: Diederik van Merheim) was de zoon van Willem van Merheim en Agnes van Cronenborch. Hij volgde zijn vader op als heer van Boxtel en Liempde. Hij was dat van 1420-1435.
In 1412 ontving hij van zijn vader al goederen in het Land van den Bergh. In 1416 werd hij gedurende een aantal maanden hoogschout van 's-Hertogenbosch, waar hij later ook enkele malen het ambt van schepen uitoefende.
Toen in 1424 de stad 's-Gravenbrakel belegerd werd door de hertog van Brabant en zijn leenmannen, was Dirk niet van de partij, aangezien hij van mening was in de eerste plaats leenman van de Duitse keizer te zijn. Niettemin maakte hij als raadsheer deel uit van de Raadkamer van hertog Jan IV van Brabant. Vervolgens werd hij raadsheer van hertog Filips van Saint-Pol en daarna van Filips de Goede. De functie van raadsheer oefende hij voornamelijk uit te Brussel. In 1431 werd hij in die functie vervangen door Willem van Montenaken, waarna hij ook meer in Boxtel vertoefde.
Dirk had een aantal natuurlijke kinderen, maar dezen waren geen erfgenamen van de heerlijkheid. Hij werd opgevolgd door zijn oudere broer, Jan van Merheim.